# Malagalale, Alur
Malagalale là một làng thuộc tehsil Alur, huyện Hassan, bang Karnataka, Ấn Độ.